# 杞孝公
杞孝公（？－前550年），名叫姒匄，是杞国的第11任君主，杞桓公之子，继承其爵位。在位17年，传于其弟杞文公。